# Cactus
Cactus je americká hard rocková skupina založená v roce 1970.

## Historie
Skupina Cactus byla koncem 60. let původně zamýšlena jako rytmická sekce skupiny Vanilla Fudge kterou tvořili baskytarista Tim Bogert a bubeník Carmine Appice, společně s kytaristou Jeffem Beckem a zpěvákem Rodem Stewartem (oba z rozpuštěné formace The Jeff Beck Group). Protože Beck měl automobilovou nehodu a byl mimo hudební scénu více než rok, Stewart se spolu s Ronnie Woodem připojil ke skupině Faces.
Začátkem roku 1970 Appice a Bogert přibrali bluesového kytaristu Jima McCartyho z Detroit Wheels Mitch Rydera a The Buddy Miles Express, spolu se zpěvákem Rusty Dayem (Russell Edward Davidson) z Amboy Dukes.
Tato sestava nahrála tři alba (Cactus, One Way...Or Another a Restrictions) než McCarty koncem roku 1971 pro neshody v kapele skončil. Čtvrté a poslední album skupiny Cactus ('Ot 'N' Sweaty) vytvořila původní rytmická sekce Bogert a Appice, kterou doplnil Werner Fritzschings (kytara), Duane Hitchings (klávesy) a bývalý člen skupin Leaf Hound a Atomic Rooster Peter French (zpěv).

### Beck, Bogert & Appice
Po rozpadu skupiny Cactus v roce 1972, Bogert a Appice se spojili s Beckem, aby vytvořili skupinu Beck, Bogert & Appice. Po jednom studiovém album (Beck, Bogert & Appice) a jednom živém albu (Live In Japan, vydaném pouze v Japonsku) se skupina rozpadla. Jejich druhé album zůstalo nevydáno dodnes, stejně tak jako záznam posledního koncertu skupiny, který se konal v londýnském Rainbow Theatre 26. ledna 1974.

## Diskografie

### Studiová alba
- Cactus (1970)
- One Way...Or Another (1971)
- Restrictions (1971)
- 'Ot 'N' Sweaty (1972)
- Cactus V (2006)
- Black Dawn (2016)

### Kompilace
- Cactology: The Cactus Collection (1996)
- Barely Contained: The Studio Sessions (2CD, 2004)
- Fully Unleashed: The Live Gigs (2004)
- Fully Unleashed: The Live Gigs Vol. 2 (2007)